# Lorenz Joachim Müller
Lorenz Joachim Müller (* 5. August 1716 in Hamburg; † 6. Dezember 1771 in Buxtehude) war ein deutscher evangelisch-lutherischer Theologe und Pädagoge.

## Leben
Als Sohn eines Hamburger Tuchhändlers besuchte Müller ab 1732 die Gelehrtenschule des Johanneums und ab 1735 das Akademische Gymnasium seiner Heimatstadt. Nach seiner Schulbildung studierte Müller ab 1737 Theologie an der Universität Göttingen, wo er Mitglied der Königlichen Deutschen Gesellschaft zu Göttingen wurde. Zu Ostern des Jahres 1740 wechselte er an die Universität Leipzig und schloss sein Studium dort ab.
Er kehrte zurück nach Hamburg und wurde 1742 unter die Kandidaten des Geistlichen Ministeriums aufgenommen. Zunächst arbeitete Müller als Privatlehrer und wurde 1745 zum Rektor des Buxtehuder Gymnasiums erwählt. Nachdem Johann Hinrich Mutzenbecher (1731–1772) im Jahr 1762 nach Stade berufen worden war, übernahm Müller dessen Stellung als Prediger an der St. Petri-Kirche und führte dieses Amt bis zu seinem Tod aus.

## Familie
Müller war zweimal verheiratet. Im Jahr 1748 heiratete er Catharina Margaretha Staphorst (1715–1758), Tochter des Pastors Nicolaus Staphorst (1679–1731) und Witwe des Professors an der Gelehrtenschule des Johanneums Joachim Dietrich Evers (1695–1741). Nach dem Tod seiner ersten Gattin heiratete er am 10. Juli 1759 Margaretha Catharina von Lengerke (1727–1778), Tochter des Hamburger Domherrn Caspar von Lengerke (1683–1738).

## Werke
- Dem Hochwürdigen und Hochgelahrten Herrn Herrn Georg Heinrich Riebow Der Heil. Schrift Doctor … wollte an Seinem glücklich erlebten Hochzeit-Feste mit der Hoch-Edelgebohrnen, Hoch-Ehr- und Tugend-belobten Jungfer, Jungfer Christ. Margar. Guden, des Hoch-Edelgebohrnen … Herrn Johann Peter Gudenius … ältesten Jungfer Tochter Seine ergebenste Freude an den Tag legen Sr. Hochwürden gehorsamst-verpflichteter Diener L. J. Müller. Der Gottes-Gelahrtheit Beflissener. Johann Christoph Ludolph Schultze, Göttingen 1739, OCLC 859174390 (Digitalisat auf den Seiten der Staatsbibliothek Berlin [abgerufen am 5. März 2015]).
- Dem wohledlen … Herrn Georg Christian Trausold … stattete zu der, den 16. Februar. des 1741 Jahres, in Leipzig … erhaltenenhöchsten Würde in der Weltweisheit … einen aufrichtigen Glückwunsch ab Lorenz Joachim Müller. Von dem Einfluss der Weltweisheit auf die Freundschaft. Bernhard Christoph Breitkopf, Leipzig 1741, OCLC 258150171.
- Programmata in funere Otto Matthäi, Senioris. Stade 1750.
- Abhandlung von der im N. T. statt findenden Bedeutung der Wörter: αχρειος, αχρειουσθαι, αχρηςος. In: Johann Hinrich Pratje (Hrsg.): Brem- und Verdisches freiwilliges Hebopfer zum Dienste der Wissenschaften überhaupt, und der theologischen insonderheit. Fünfter Beitrag. Stade / Leipzig 1752, OCLC 674321115, S. 469–492 (Digitalisat bei Google Books [abgerufen am 5. März 2015]).